# CONCACAF Women's Championship 1998
La CONCACAF Women's Championship 1998 è stata la quarta edizione del massimo campionato nordamericano di calcio femminile, noto anche come CONCACAF Women's Gold Cup o CONCACAF Women's World Cup Qualifying Tournament, torneo internazionale a cadenza quadriennale organizzata dalla Confederation of North, Central America and Caribbean Association Football (CONCACAF) e destinato a rappresentative femminili dell'America del Nord, America centrale e regione caraibica. Il torneo, che nella sua fase finale vede confrontarsi otto nazionali, si è disputato in Canada tra il 28 agosto e il 6 settembre 1998.
Il torneo funge anche da qualificazione al campionato mondiale di Stati Uniti 1999. La vincitrice si è qualificata direttamente, mentre la seconda classificata ha disputato uno spareggio contro la seconda classificata del campionato sudamericano 1998.
Il Canada ha vinto il torneo per la prima volta sconfiggendo in finale il Messico per 1-0.

## Stadio del torneo
| Toronto | Toronto                 |
| ------- | ----------------------- |
| Toronto | Centennial Park Stadium |
| Toronto | Capacità: 2 200         |
| Toronto |                         |

## Qualificazioni
Al torneo sono ammesse direttamente senza passare attraverso le qualificazioni due delle tre nazionali affiliate alla North American Football Union (NAFU), Canada e Messico. Gli Stati Uniti non hanno preso parte al torneo in quanto già qualificati al torneo iridato in qualità di paese ospitante. Attraverso le qualificazioni sono ammesse al torneo due squadre affiliate alla Unión Centroamericana de Fútbol (UNCAF) e quattro squadre affiliate alla Caribbean Football Union (CFU).

## Squadre partecipanti
| Pr. | Squadra           | Ente  | Partecipante in quanto                        | Ultima presenza |
| --- | ----------------- | ----- | --------------------------------------------- | --------------- |
| 1   | Canada            | NAFU  | Qualificazione automatica                     | Canada 1994     |
| 2   | Messico           | NAFU  | Qualificazione automatica                     | Canada 1994     |
| 3   | Costa Rica        | UNCAF | Terzo posto nel turno di qualificazione UNCAF | Haiti 1991      |
| 4   | Guatemala         | UNCAF | Vincitrice del turno di qualificazione UNCAF  | esordiente      |
| 5   | Haiti             | CFU   | Vincitrice contro Bahamas                     | Haiti 1991      |
| 6   | Martinica         | CFU   | Sconosciuto                                   | Haiti 1991      |
| 7   | Porto Rico        | CFU   | Sconosciuto                                   | esordiente      |
| 8   | Trinidad e Tobago | CFU   | Vincitrice contro Guyana                      | Canada 1994     |

## Fase a gruppi

### Gruppo A

#### Classifica
| Pos. | Squadra    | Pt | G | V | N | P | GF | GS | DR  |
| ---- | ---------- | -- | - | - | - | - | -- | -- | --- |
| 1.   | Canada     | 9  | 3 | 3 | 0 | 0 | 39 | 0  | +39 |
| 2.   | Guatemala  | 6  | 3 | 2 | 0 | 1 | 10 | 4  | +6  |
| 3.   | Martinica  | 3  | 3 | 1 | 0 | 2 | 9  | 16 | -7  |
| 4.   | Porto Rico | 0  | 3 | 0 | 0 | 3 | 0  | 38 | -38 |

#### Risultati
| Toronto 28 agosto 1998 | Canada    | 21 – 0 referto | Porto Rico | Centennial Park Stadium (2.050 spett.) |
| \| \| \| \| \| Burtini 2’, 7’, 9’, 15’, 24’, 26’, 40’, 43’ Rosenow 12’, 69’, 70’, 80’ Franck 18’, 62’ Hooper 21’, 38’ Morneau 36’, 44’ Blaskovic 64’, 73’ Muir 75’ \| Marcatori \| \| |           |                |            |                                        |
| |           |                |            |                                        |
| Burtini 2’, 7’, 9’, 15’, 24’, 26’, 40’, 43’ Rosenow 12’, 69’, 70’, 80’ Franck 18’, 62’ Hooper 21’, 38’ Morneau 36’, 44’ Blaskovic 64’, 73’ Muir 75’                                   | Marcatori |                |            |                                        |

| Toronto 28 agosto 1998 | Guatemala | 2 – 0 | Martinica | Centennial Park Stadium |

| Toronto 30 agosto 1998 | Porto Rico | 0 – 8 | Guatemala | Centennial Park Stadium |

| Toronto 30 agosto 1998 | Canada    | 14 – 0 referto | Martinica | Centennial Park Stadium (2.121 spett.) |
| \| \| \| \| \| Burtini 3’, 13’, 26’ Hooper 21’ Muir 28’ Rosenow 30’, 38’, 44’, 55’ Morneau 65’ Blaskovic 72’, 77’ Harvey 81’ Smith 85’ \| Marcatori \| \| |           |                |           |                                        |
| |           |                |           |                                        |
| Burtini 3’, 13’, 26’ Hooper 21’ Muir 28’ Rosenow 30’, 38’, 44’, 55’ Morneau 65’ Blaskovic 72’, 77’ Harvey 81’ Smith 85’                                   | Marcatori |                |           |                                        |

| Toronto 1º settembre 1998 | Porto Rico | 0 – 9 | Martinica | Centennial Park Stadium |

| Toronto 1º settembre 1998                                         | Canada    | 4 – 0 referto | Guatemala | Centennial Park Stadium (2.756 spett.) |
| \| \| \| \| \| Hooper 2’ Burtini 23’, 26’, 53’ \| Marcatori \| \| |           |               |           |                                        |
|                                                                   |           |               |           |                                        |
| Hooper 2’ Burtini 23’, 26’, 53’                                   | Marcatori |               |           |                                        |

### Gruppo B

#### Classifica
| Pos. | Squadra           | Pt | G | V | N | P | GF | GS | DR |
| ---- | ----------------- | -- | - | - | - | - | -- | -- | -- |
| 1.   | Messico           | 7  | 3 | 2 | 1 | 0 | 12 | 5  | +7 |
| 2.   | Costa Rica        | 6  | 3 | 2 | 0 | 1 | 7  | 2  | +2 |
| 3.   | Trinidad e Tobago | 4  | 3 | 1 | 1 | 1 | 5  | 6  | -1 |
| 4.   | Haiti             | 0  | 3 | 0 | 0 | 3 | 3  | 11 | -8 |

#### Risultati
| Toronto 29 agosto 1998 | Trinidad e Tobago | 2 – 1 | Haiti | Centennial Park Stadium |

| Toronto 29 agosto 1998 | Messico | 3 – 2 | Costa Rica | Centennial Park Stadium |

| Toronto 31 agosto 1998 | Haiti | 1 – 7 | Messico | Centennial Park Stadium |

| Toronto 31 agosto 1998 | Costa Rica | 3 – 1 | Trinidad e Tobago | Centennial Park Stadium |

| Toronto 2 settembre 1998 | Costa Rica | 2 – 1 | Haiti | Centennial Park Stadium |

| Toronto 2 settembre 1998 | Trinidad e Tobago | 2 – 2 | Messico | Centennial Park Stadium |

## Fase a eliminazione diretta

### Tabellone
|  | Semifinali | Semifinali | Semifinali |         |        | Finale          | Finale          | Finale          |  |
|  |            |            |            |         |        |                 |                 |                 |  |
|  | 1A.        | Canada     | 2          |         |        |                 |                 |                 |  |
|  | 1A.        | Canada     | 2          |         |        |                 |                 |                 |  |
|  | 2B.        | Costa Rica | 0          |         |        |                 |                 |                 |  |
|  | 2B.        | Costa Rica | 0          |         | Canada | Canada          | 1               |                 |  |
|  |            |            |            |         | Canada | Canada          | 1               |                 |  |
|  |            |            | Messico    | Messico | 0      |                 |                 |                 |  |
|  | 2A.        | Guatemala  | Messico    | Messico | 0      | 0               |                 |                 |  |
|  | 2A.        | Guatemala  |            |         |        | 0               |                 |                 |  |
|  | 1B.        | Messico    | 8          |         |        | Finale 3º posto | Finale 3º posto | Finale 3º posto |  |
|  | 1B.        | Messico    | 8          |         |        |                 |                 |                 |  |
|  |            |            |            |         |        |                 |                 |                 |  |
|  |            |            |            |         |        | Guatemala       | Guatemala       | 0               |  |
|  |            |            |            |         |        | Guatemala       | Guatemala       | 0               |  |
|  |            |            |            |         |        | Costa Rica      | Costa Rica      | 4               |  |

### Semifinali
| Toronto 4 settembre 1998 | Guatemala | 0 – 8 | Messico | Centennial Park Stadium |

| Toronto 4 settembre 1998                          | Canada    | 2 – 0 referto | Costa Rica | Centennial Park Stadium (2.834 spett.) |
| \| \| \| \| \| Hooper 19’, 39’ \| Marcatori \| \| |           |               |            |                                        |
|                                                   |           |               |            |                                        |
| Hooper 19’, 39’                                   | Marcatori |               |            |                                        |

### Finale terzo posto
| Toronto 6 settembre 1998 | Costa Rica | 4 – 0 | Guatemala | Centennial Park Stadium |

### Finale
La vincitrice si è qualificata direttamente al campionato mondiale di Stati Uniti 1999, mentre la perdente ha disputato lo spareggio CONCACAF-CONMEBOL.
| Toronto 6 settembre 1998                    | Canada    | 1 – 0 referto | Messico | Centennial Park Stadium (4.971 spett.) |
| \| \| \| \| \| Smith 42’ \| Marcatori \| \| |           |               |         |                                        |
|                                             |           |               |         |                                        |
| Smith 42’                                   | Marcatori |               |         |                                        |